# Lijst van voetbalinterlands Frankrijk - Ierland
Deze lijst van voetbalinterlands is een overzicht van alle officiële voetbalwedstrijden tussen de nationale teams van Frankrijk en Ierland. De landen speelden tot op heden twintig keer tegen elkaar. De eerste ontmoeting, een vriendschappelijke wedstrijd, werd gespeeld in Montrouge op 28 februari 1928. Het laatste duel, een kwalificatiewedstrijd voor het Europees kampioenschap voetbal 2024, vond plaats op 7 september 2023 in Parijs.

## Wedstrijden
| №  | Plaats      | Datum            | Competitie           | Wedstrijd                   | Uitslag |
| -- | ----------- | ---------------- | -------------------- | --------------------------- | ------- |
| 1  | Montrouge   | 28 februari 1928 | Vriendschappelijk    | Frankrijk − Ierse Vrijstaat | 4 − 0   |
| 2  | Colombes    | 23 mei 1937      | Vriendschappelijk    | Frankrijk – Ierland         | 0 – 2   |
| 3  | Dublin      | 16 november 1952 | Vriendschappelijk    | Ierland – Frankrijk         | 1 – 1   |
| 4  | Dublin      | 4 oktober 1953   | WK 1954 kwalificatie | Ierland – Frankrijk         | 3 – 5   |
| 5  | Parijs      | 25 november 1953 | WK 1954 kwalificatie | Frankrijk – Ierland         | 1 – 0   |
| 6  | Dublin      | 15 november 1972 | WK 1974 kwalificatie | Ierland – Frankrijk         | 2 – 1   |
| 7  | Parijs      | 19 mei 1973      | WK 1974 kwalificatie | Frankrijk – Ierland         | 1 – 1   |
| 8  | Parijs      | 17 november 1976 | WK 1978 kwalificatie | Frankrijk – Ierland         | 2 – 0   |
| 9  | Dublin      | 30 maart 1977    | WK 1978 kwalificatie | Ierland – Frankrijk         | 1 – 0   |
| 10 | Parijs      | 28 oktober 1980  | WK 1982 kwalificatie | Frankrijk – Ierland         | 2 – 0   |
| 11 | Dublin      | 14 oktober 1981  | WK 1982 kwalificatie | Ierland – Frankrijk         | 3 – 2   |
| 12 | Dublin      | 7 februari 1989  | Vriendschappelijk    | Ierland – Frankrijk         | 0 – 0   |
| 13 | Saint-Denis | 9 oktober 2004   | WK 2006 kwalificatie | Frankrijk – Ierland         | 0 – 0   |
| 14 | Dublin      | 7 september 2005 | WK 2006 kwalificatie | Ierland – Frankrijk         | 0 – 1   |
| 15 | Dublin      | 14 november 2009 | WK 2010 kwalificatie | Ierland – Frankrijk         | 0 – 1   |
| 16 | Saint-Denis | 18 november 2009 | WK 2010 kwalificatie | Frankrijk – Ierland         | 1 – 1   |
| 17 | Lyon        | 26 juni 2016     | EK 2016              | Frankrijk – Ierland         | 2 – 1   |
| 18 | Saint-Denis | 28 mei 2018      | Vriendschappelijk    | Frankrijk – Ierland         | 2 – 0   |
| 19 | Dublin      | 27 maart 2023    | EK 2024 kwalificatie | Ierland − Frankrijk         | 0 − 1   |
| 20 | Parijs      | 7 september 2023 | EK 2024 kwalificatie | Frankrijk − Ierland         | 2 − 0   |

## Samenvatting
| Competitie        | Totaal gespeeld | Winst Frankrijk | Gelijk | Winst Ierland | Doelsaldo Frankrijk – Ierland |
| ----------------- | --------------- | --------------- | ------ | ------------- | ----------------------------- |
| WK-kwalificatie   | 12              | 6               | 3      | 3             | 17 − 11                       |
| EK-eindronde      | 1               | 1               | 0      | 0             | 2 − 1                         |
| EK-kwalificatie   | 2               | 2               | 0      | 0             | 3 − 0                         |
| Vriendschappelijk | 5               | 2               | 2      | 1             | 7 − 3                         |
| Totaal            | 20              | 11              | 5      | 4             | 29 − 15                       |

## Details

### Negende ontmoeting
| WK 1982 kwalificatie (Parijs, Frankrijk, 28 oktober 1980): |       |         |
| Frankrijk                                                  | 2 – 0 | Ierland |
| Michel Platini 11' Jacques Zimako 85'                      | goals |         |

### Tiende ontmoeting
| WK 1982 kwalificatie (Dublin, Ierland, 14 oktober 1981):                                      |       |                                     |
| Ierland                                                                                       | 3 – 2 | Frankrijk                           |
| Philippe Mahut 3' (e.d.) Frank Stapleton 23' Michael Robinson 40'                             | goals | 9' Bruno Bellone 83' Michel Platini |
| - Debuut van Bruno Bellone (AS Monaco) en René Girard (Girondins de Bordeaux) voor Frankrijk. |       |                                     |

### Elfde ontmoeting
| Vriendschappelijk (Dublin, Ierland, 7 februari 1989): |       |           |
| Ierland                                               | 0 – 0 | Frankrijk |
|                                                       | goals |           |

### Twaalfde ontmoeting
| WK 2006 kwalificatie (Saint-Denis, Frankrijk, 9 oktober 2004): |       |         |
| Frankrijk                                                      | 0 – 0 | Ierland |
|                                                                | goals |         |

### Dertiende ontmoeting
| WK 2006 kwalificatie (Dublin, Ierland, 7 september 2005): |       |                   |
| Ierland                                                   | 0 – 1 | Frankrijk         |
|                                                           | goals | 68' Thierry Henry |

### Veertiende ontmoeting
| WK 2010 kwalificatie (Dublin, Ierland, 14 november 2009): |       |                    |
| Ierland                                                   | 0 – 1 | Frankrijk          |
|                                                           | goals | 72' Nicolas Anelka |

### Vijftiende ontmoeting
| WK 2010 kwalificatie (Saint-Denis, Frankrijk, 18 november 2009): |       |                  |
| Frankrijk                                                        | 1 – 1 | Ierland          |
| William Gallas 103'                                              | goals | 32' Robbie Keane |

### Zeventiende ontmoeting
| EK 2016 (Lyon, Frankrijk, 26 juni 2016): |              | |
| Frankrijk | 2 – 1        | Ierland |
| Antoine Griezmann 58' Antoine Griezmann 61' | goals        | 2' (pen.) Robbie Brady |
| Didier Deschamps | bondscoach   | Martin O'Neill |
| Hugo Lloris Bacary Sagna Patrice Évra Adil Rami Laurent Koscielny Blaise Matuidi Dimitri Payet Paul Pogba N'Golo Kanté 46' Olivier Giroud 73' Antoine Griezmann | opstellingen | Darren Randolph Séamus Coleman Stephen Ward Richard Keogh Shane Duffy 71' James McCarthy 68' James McClean Robbie Brady Jeff Hendrick Shane Long 65' Daryl Murphy |
| Kingsley Coman 46' 90+3' André-Pierre Gignac 73' Moussa Sissoko 90+3'                                                                                           | wissels      | 65' Jon Walters 68' John O'Shea 71' Wes Hoolahan |
| N'Golo Kanté 27' Adil Rami 44' | gele kaarten | 25' Séamus Coleman 41' Jeff Hendrick 72' Shane Long |

### Achttiende ontmoeting
| Vriendschappelijk (Saint-Denis, Frankrijk, 28 mei 2018):                                                                    |       |         |
| Frankrijk | 2 – 0 | Ierland |
| Olivier Giroud 40' Nabil Fekir 43'                                                                                          | goals |         |
| - Debuut van Graham Burke (Shamrock Rovers), Shaun Williams (Millwall) en Derrick Williams (Blackburn Rovers) voor Ierland. |       |         |

FFF · A-internationals · Selecties · Bondscoaches · Frans vrouwenelftal · Olympisch elftal · Frankrijk U21 · Frankrijk U20 · Frankrijk U19 · Frankrijk U18 · Frankrijk U17 · Frankrijk U16 · Vrouwen U17
1904 – 1919 ·
1920 – 1929 ·
1930 – 1939 ·
1940 – 1949 ·
1950 – 1959 ·
1960 – 1969 ·
1970 – 1979 ·
1980 – 1989 ·
1990 – 1999 ·
2000 – 2009 ·
2010 – 2019 ·
2020 – 2029
EK's: 1984 · 
1992 · 
1996 · 
2000 · 
2004 · 
2008 · 
2012 · 
2016 · 
2020 · 
2024
WK's: 1930 · 
1934 · 
1938 · 
1954 · 
1958 · 
1966 · 
1978 · 
1982 · 
1986 · 
1998 · 
2002 · 
2006 · 
2010 · 
2014 · 
2018 · 
2022
OS: 1900 · 
1908 · 
1920 · 
1924 · 
1948 · 
1952 · 
1960 · 
1968 · 
1976 · 
1984 · 
1996 · 
2020
1904 · 
1905 · 
1906 · 
1907 · 
1908 · 
1909 · 
1910 · 
1911 · 
1912 · 
1913 · 
1914 · 
1915 · 1916 · 1917 · 1918 · 
1919 · 
1920 · 
1921 · 
1922 · 
1923 · 
1924 · 
1925 · 
1926 · 
1927 · 
1928 · 
1929 · 
1930 · 
1931 · 
1932 · 
1933 · 
1934 · 
1935 · 
1936 · 
1937 · 
1938 · 
1939 · 
1940 · 1941  · 
1942 · 
1943 · 1944  · 
1945 · 
1946 · 
1947 · 
1948 · 
1949 · 
1950 · 
1951 · 
1952 · 
1953 · 
1954 · 
1955 · 
1956 · 
1957 · 
1958 · 
1959 ·
1960 · 
1961 · 
1962 · 
1963 · 
1964 · 
1965 · 
1966 · 
1967 · 
1968 · 
1969 ·
1970 · 
1971 · 
1972 · 
1973 · 
1974 · 
1975 · 
1976 · 
1977 · 
1978 · 
1979 ·
1980 · 
1981 · 
1982 · 
1983 · 
1984 · 
1985 · 
1986 · 
1987 · 
1988 · 
1989 · 
1990 · 
1991 · 
1992 · 
1993 · 
1994 · 
1995 · 
1996 · 
1997 · 
1998 · 
1999 · 
2000 · 
2001 · 
2002 · 
2003 · 
2004 · 
2005 · 
2006 · 
2007 · 
2008 · 
2009 · 
2010 · 
2011 · 
2012 · 
2013 · 
2014 · 
2015 · 
2016 · 
2017 · 
2018 ·
2019 ·
2020 ·
2021 ·
2022 ·
2023
Albanië ·
Algerije ·
Andorra ·
Argentinië ·
Armenië ·
Australië ·
Azerbeidzjan ·
België ·
Bolivia ·
Bosnië en Herzegovina ·
Brazilië ·
Bulgarije ·
Canada ·
Chili ·
China ·
Colombia ·
Costa Rica ·
Cyprus ·
Denemarken ·
Duitse Democratische Republiek ·
Duitsland ·
Ecuador ·
Egypte ·
Engeland ·
Estland ·
Faeröer ·
Finland ·
Georgië ·
Gibraltar ·
Griekenland ·
Honduras ·
Hongarije ·
Ierland ·
IJsland ·
Iran ·
Israël ·
Italië ·
Ivoorkust ·
Jamaica ·
Japan ·
Joegoslavië ·
Kameroen ·
Kazachstan ·
Koeweit ·
Kroatië ·
Letland ·
Litouwen ·
Luxemburg ·
Malta ·
Marokko ·
Mexico ·
Moldavië ·
Nederland ·
Nieuw-Zeeland ·
Nigeria ·
Noord-Ierland ·
Noorwegen ·
Oekraïne ·
Oostenrijk ·
Paraguay ·
Peru · 
Polen ·
Portugal ·
Roemenië ·
Rusland ·
Saoedi-Arabië ·
Schotland ·
Senegal ·
Servië ·
Slovenië ·
Slowakije ·
Sovjet-Unie ·
Spanje ·
Togo ·
Tsjechië ·
Tsjecho-Slowakije ·
Tunesië ·
Turkije ·
Uruguay ·
Verenigde Staten ·
Wales ·
Wit-Rusland ·
Zuid-Afrika ·
Zuid-Korea ·
Zweden ·
Zwitserland
Albanië (2016) ·
Argentinië (2018) ·
Argentinië (2022) ·
Australië (2018) · 
België (1904) · 
België (2018) · 
Brazilië (1998) · 
Brazilië (2006) · 
Denemarken (2002) · 
Denemarken (2018) ·
Duitsland (2014) · 
Duitsland (2021) · 
Ecuador (2014) · 
Engeland (1982) · 
Engeland (2012) · 
Engeland (2022) ·
Honduras (2014) · 
Hongarije (2021) · 
Italië (2000) · 
Italië (2006) · 
Italië (2008) · 
Japan (2001) · 
Kameroen (2003) · 
Koeweit (1982) · 
Kroatië (2018) · 
Marokko (2022) ·
Mexico (2010) · 
Nederland (2008) · 
Nigeria (2014) ·
Noord-Ierland (1982) · 
Oekraïne (2012) · 
Oostenrijk (1982) · 
Peru (2018) · 
Polen (1982) · 
Polen (2022) ·
Portugal (2006) · 
Portugal (2016) ·
Portugal (2021) ·
Roemenië (2008) ·
Roemenië (2016) ·
Senegal (2002) · 
Spanje (1984) ·
Spanje (2006) ·
Spanje (2012) ·
Spanje (2021) ·
Togo (2006) ·
Tsjecho-Slowakije (1982) ·
Uruguay (2002) ·
Uruguay (2010) ·
Uruguay (2018) ·
Zuid-Afrika (2010) ·
Zuid-Korea (2006) ·
Zweden (2012) ·
Zwitserland (2006) ·
Zwitserland (2014) ·
Zwitserland (2016) ·
Zwitserland (2021)
FAI · A-internationals · Bondscoaches · Statistieken · Iers vrouwenelftal · Olympisch elftal · Ierland U21 · Ierland U20 · Ierland U19 · Ierland U18 · Ierland U17 · Ierland U16 · Vrouwen U17
1924 – 1929 ·
1930 – 1939 ·
1940 – 1949 ·
1950 – 1959 ·
1960 – 1969 ·
1970 – 1979 ·
1980 – 1989 ·
1990 – 1999 ·
2000 – 2009 ·
2010 – 2019 ·
2020 − 2029
EK 1988 · 
EK 2012 · 
EK 2016
WK 1990 · 
WK 1994 · 
WK 2002
1924 · 
1925 · 
1926 · 
1927 · 
1928 · 
1929 · 
1930 · 
1931 · 
1932 · 
1933 · 
1934 · 
1935 · 
1936 · 
1937 · 
1938 · 
1939 · 
1940 · 1941 · 1942 · 1943 · 1944 · 1945 · 
1946 · 
1947 · 
1948 · 
1949 · 
1950 · 
1951 · 
1952 · 
1953 · 
1954 · 
1955 · 
1956 · 
1957 · 
1958 · 
1959 · 
1960 · 
1961 · 
1962 · 
1963 · 
1964 · 
1965 · 
1966 · 
1967 · 
1968 · 
1969 · 
1970 · 
1971 · 
1972 · 
1973 · 
1974 · 
1975 · 
1976 · 
1977 · 
1978 · 
1979 · 
1980 · 
1981 · 
1982 · 
1983 · 
1984 · 
1985 · 
1986 · 
1987 · 
1988 · 
1989 · 
1990 · 
1991 · 
1992 · 
1993 · 
1994 · 
1995 · 
1996 · 
1997 · 
1998 · 
1999 · 
2000 · 
2001 · 
2002 · 
2003 · 
2004 · 
2005 · 
2006 · 
2007 · 
2008 · 
2009 · 
2010 · 
2011 · 
2012 · 
2013 · 
2014 · 
2015 ·
2016 ·
2017 ·
2018 ·
2019 ·
2020 ·
2021
Albanië ·
Algerije ·
Andorra ·
Argentinië ·
Armenië ·
Australië ·
Azerbeidzjan ·
België ·
Bolivia ·
Bosnië en Herzegovina ·
Brazilië ·
Bulgarije ·
Canada ·
Chili ·
China ·
Colombia ·
Costa Rica ·
Cyprus ·
Denemarken ·
Duitsland ·
Ecuador ·
Egypte ·
Engeland ·
Estland ·
Faeröer ·
Finland ·
Frankrijk ·
Georgië ·
Gibraltar ·
Griekenland ·
Hongarije ·
IJsland ·
Iran ·
Israël ·
Italië ·
Jamaica ·
Joegoslavië ·
Kameroen ·
Kazachstan ·
Kroatië ·
Letland ·
Liechtenstein ·
Litouwen ·
Luxemburg ·
Malta ·
Marokko ·
Mexico ·
Moldavië ·
Montenegro ·
Nederland ·
Nieuw-Zeeland ·
Nigeria ·
Noord-Ierland ·
Noord-Macedonië ·
Noorwegen ·
Oekraïne ·
Oman ·
Oostenrijk ·
Paraguay ·
Polen ·
Portugal ·
Qatar ·
Roemenië ·
Rusland ·
San Marino ·
Saoedi-Arabië ·
Schotland ·
Servië ·
Slowakije ·
Sovjet-Unie ·
Spanje ·
Trinidad en Tobago ·
Tsjechië ·
Tsjecho-Slowakije ·
Tunesië ·
Turkije ·
Uruguay ·
Verenigde Staten ·
Wales ·
Wit-Rusland ·
Zuid-Afrika ·
Zweden ·
Zwitserland
België (2016) · 
Italië (2012) · 
Kroatië (2012) · 
Spanje (2012) · 
Zweden (2016)